# باليجانت
باليجانت شخصية في أغنية رولاند كان أميرًا لبابل (أي القاهرة ، وليس بابل بلاد الرافدين)، الذي أحضر جيشًا هائلاً لمساعدة تابعه الملك مارسيلي [الإنجليزية] (المعروف أيضًا باسم "مارسيليون") في الدفاع عن سرقسطة من شارلمان لكنه قُتل في المعركة التي تلت ذلك. يوصف أحيانًا بأنه رجل من العصور القديمة، وغالبًا ما يُنظر إليه على أنه موازٍ لشارلمان، حيث كان كلاهما عجوزان ووسيمان وماهران في استخدام السيف. قد يقال أنهما كانا متساويين، إلا أن شارلمان كان يحظى بمساعدة القديس غابرييل. من المرجح أن يكون اسم باليجانت ترجمة شعبية لغوية لكلمة اسمية من العربية أو التركية.
راية باليجانت هي عبارة عن تنين، وهو يركب أيضًا إلى المعركة مع رايات تيرفاجانت وأبولو. ويبدو أن عشرة رجال من كانيليو يحرسون هذه الرايات. وفي خضم المعركة، يصرخ إلى هؤلاء الآلهة لمساعدته ضد تشارلز.
يلتقي باليجانت وتشارلز في الميدان عندما يتحول يوم المعركة إلى المساء. ينزلون عن خيول بعضهم البعض وينهضون بالسيف مسحبين للقتال مرة أخرى، كل واحد يرسل ضربة تلو الأخرى قوية على درع الآخر. في خضم قتالهم ينصح كل منهما الآخر بالتوبة: يطلب باليجانت عبودية تشارلز، بينما يحاول تشارلز تحويل الأميرال إلى المسيحية. ثم يضرب باليجانت خوذة تشارلز، مما يؤدي إلى كشف جمجمته. لكن تشارلز، عندما سمع صوت القديس غابرييل، وجد القوة للرد، ووجه ضربة قاتلة إلى دفة القيادة لباليجانت.
وقد قيل إن حكاية المعركة بين باليجانت وشارلمان مستوحاة من حكايات المرتزقة النورمان العائدين من معركة ملاذكرد، مما يعكس الخطر الجديد الناشئ في الشرق.
كان يحمل سيفًا اسمه بيرشيوس [الإنجليزية].

## روابط خارجية
- ملاحظة قصيرة عن باليجانت
- نسخة محفوظة 2022-06-21 على موقع واي باك مشين.